# Камінський Андрій Варфоломійович
Андрій Варфоломійович Камінський (30 серпня 1873 — 17 лютого 1957) — український письменник, публіцист. Псевдоніми і криптоніми: А. К., Підеша, А. Дорошенко, Андрій К-ський.

## Біографія
Андрій Камінський народився у 1873 році у м. Угнів (тепер м. Угнів Сокальського р-ну Львівської обл.).
Освіту здобував на філософському факультеті Львівського університету, в Рільничій академії в Боні (Німеччина). Протягом 1903—1904 років працював вчителем у Коломийській гімназії.
У 1904—1918 роках мешкав у США, працював у редакції газети «Свобода». З 1921 р. мешкав у Югославії.
Помер у 1957 році у м. Марибор (Югославія).

## Твори
Камінський А. Восток і Запад [Архівовано 14 лютого 2017 у Wayback Machine.]. Повість. — Коломия, 1903.
Андрей Камінський «Загадка Украіни і Галиччини» — Львів 1927.